# Люпин белый

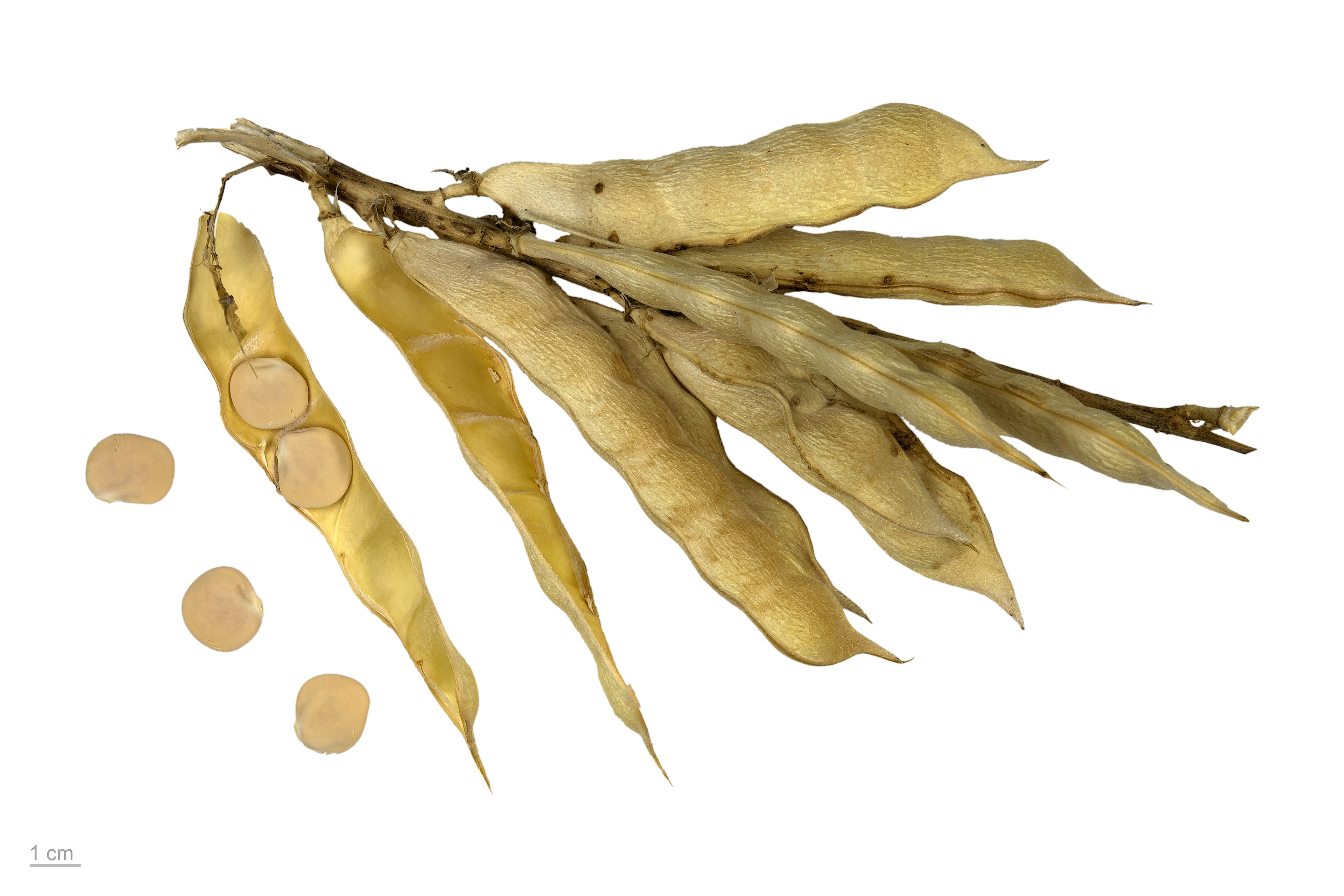
Lupinus albus - Тулузский музеум

Люпи́н бе́лый (лат. Lupinus albus) — вид однолетних травянистых растений из рода Люпин семейства Бобовые.

## Ботаническое описание
Растение с более или менее волосистым стеблем, до 200 см высотой. Листочки продолговатые или обратнояйцевидные, сверху голые, снизу волосистые. Прилистники сросшиеся на 1/3 с черешком. Соцветия почти сидячие, 5—30 см длины, нижние цветки очередные, верхние — почти мутовчатые. Прицветники мелкие, рано опадающие. Нижняя губа чашечки почти цельная или с тремя едва заметными зубчиками, верхняя — цельная. Венчик белый, синий, фиолетовый, с белым пятном на парусе, 15—16 мм длины. Бобы волосистые, оголяющиеся при высыхании, 3—6=семянные, 70—150 х 12—20 мм. Семена кубические, сжатые, гладкие, белые, встречаются с оранжевыми или коричневыми крапинками.

## Распространение и экология
Встречается на лугах, пастбищах, травянистых склонах, преимущественно на песчаных и кислых почвах.
Распространен по всей Греции с островами, в Албании, на о-вах Сицилия, Корсика, Сардиния, а также в Израиле, Палестине(ист. обл.), Западной Турции (европейская и западно-малоазиатская часть). Возделывается по всему Средиземноморью, а также в Египте, Судане, Эфиопии, Сирии, Центральной и Западной Европе, Тропической и Южной Африке, Австралии, США и Южной Америке, в СНГ: в России, на Украине и В Белоруссии. В Грузии до недавнего времени существовала древняя культура озимого грузинского экотипа белого люпина под местным названием ханчколи. Легко дичает, особенно в Средиземноморье.
Вид избран в качестве типа рода Lupinus L. Накопленные наукой данные позволяют пересмотреть и укрупнить объём этого вида. Ближайшими к нему являются L.graecus Boiss. et Sprun. и L.termis Forsk. Первый обитает дико на балканском п-ве, а второй возделывается в Египте, Ливии, Судане, Эфиопии, Палестине, Израиле и Сирии. Все три вида внешне мало чем отличаются друг от друга кроме окраски венчика и семян. Возделываемые виды были введены в культуру очень давно, ещё в доантичное время (Вульф, Малоева, 1969; Gladstones, 1974) в районе нынешней Греции. Оттуда они распространились по всему Средиземноморью и далее в другие страны Европы, Азии и Африки. В Греции поныне возделывается L.albus, и там же дико встречается L.graecus. Отсутствие четких видовых признаков позволяет рассматривать все три вида в пределах одного линнеевского вида L.albus L., а наличие географической и физиологической дифференциации достаточно для признания их в ранге подвидов: subsp. albus, subsp. graecus (Boiss. et Sprun.) Franko et Silva и subsp. termis (Forsk.) Ponert. Описание подвидов люпина белого дано при описании внутривидовой классификации.
Такие мелкие виды как L.vavilovii Atab. et Mais. и L.jugoslavicus Kazim. et Now., признаваемые ранее некоторыми растениеводами бывшего СССР и Польши, являются лишь номенклатурными синонимами балканского подвида subsp. graecus.

## Значение и применение

### Кормовая культура
Семена люпина со времен Древнего Рима используются в пищу человека и на корм животным. Они прекрасно заменяют сою, при этом содержание таких антипитательных веществ, как ингибиторы трипсина в зерне люпина в 100 раз ниже, чем в сое, что обусловливает его высокую переваримость и позволяет использовать в корм животным без предварительной термической обработки. Содержание белка в семенах Люпина белого может достигать 50 %, но использование его на корм долгое время оставалось проблематичным из-за содержащихся в семенах и надземной массе 1-2 % горьких и ядовитых алкалоидов. По инициативе Д. Н. Прянишникова в СССР были выведены безалкалоидные или так называемые сладкие сорта люпина, содержание алкалоидов в которых составляло не более 0,0025 %. Эти сорта оказались пригодными для кормовых и даже пищевых целей. Килограмм зерна малоалкалоидного люпина содержит 1,04 кормовых единиц, 225 грамм перевариваемого белка, 251 грамм протеина.
Люпин белый районирован для всех регионов России, при этом он значительно превосходит лучшие сорта сои и гороха по урожайности зерна и сбору белка, продуктивность достигает 40-50 ц/га семян, а урожайность зелёной массы — 700—1000 ц/га. Люпин для России такой же идеальный белковый компонент корма, как соевые бобы для США и Бразилии, которые в результате использования собственной сои являются мировыми лидерами в производстве мяса.
Зелёная масса люпина широко используется в кормовых целях, семена люпина применяются в лакокрасочном, мыловаренном производствах, производстве клеев, пластмасс, искусственной шерсти. Отходы после выделения белка (мезга) используются на корм. Люпин используется также в медицине и фармакологии, в качестве корма при разведении рыб. Хороший пыльценос. Хорошо посещается различными насекомыми опылителями. Масса пыльников одного цветка 3,1—5,2 мг, а пыльцепродуктивность 1,0—1,7 мг. Пыльца жёлтая, мелкая.
C 17 февраля 2021 г. по 7 апреля 2021 г. был проведён научно-производственный опыт, в котором изучена эффективность комбикорма, содержащего разный источник растительного белка. Для одной группы коров использовали комбикорм с белковым компонента из белкового концентрата на основе белого люпина, а для другой группы источником растительного белка была смесь сои и кукурузы в соотношении 50:50. Белковые концентраты на основе белого люпина, произведённые ООО "НПО «Агро-Матик», показали, что их использование более эффективно, чем смесь сои и кукурузы. Применение белкового концентрата повысило надой на 6,4 кг, а применение смеси с соей — на 0,6 кг. Качество молока после применения белкового концентрата на основе белого люпина по сравнению с соей и кукурузой оказалось выше по содержанию белка и жира на 0,1-0,43 % и 0,15-0,81 %.
В Российский Государственный реестр селекционных достижений, допущенных к использованию в 2022 году, включено 14 сортов Люпин белый.
С января 2022 года Всероссийский научно-исследовательский институт люпина запустил работу по разработке пищевого ГОСТа на высокобелковую зернобобовую культуру люпин белый. Учёные подготовили и согласовали технические условия и передали ФГБУН «ФИЦ питания и биотехнологии» для разработки дальнейшей нормативной документации. По прогнозам экспертов, новое сырье можно будет использовать уже через два года.

### Кулинария и токсичность

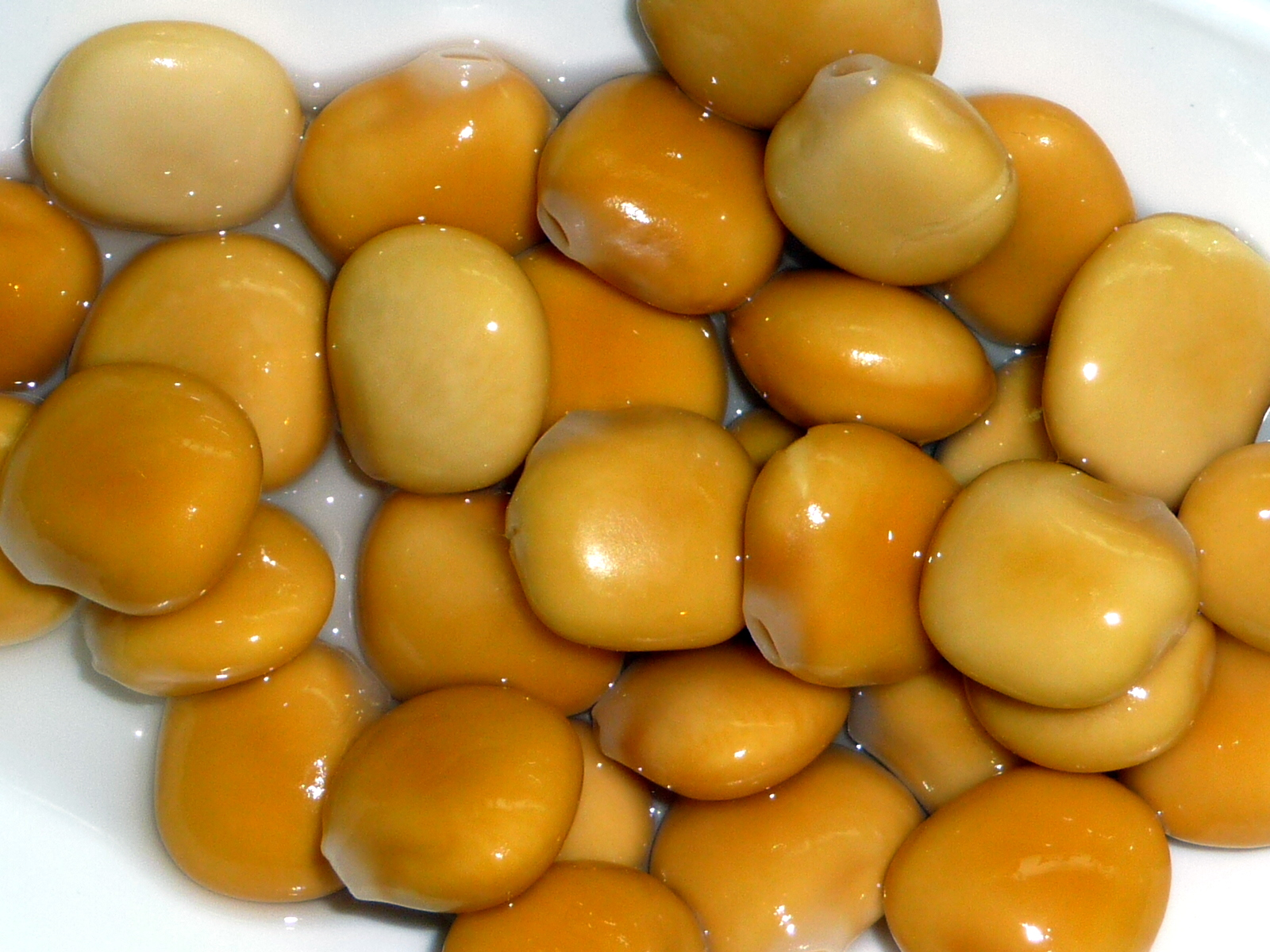
Маринованные бобы люпина белого

Люпин белый издревле широко распространен в Средиземноморье и на Ближнем Востоке благодаря своим почвомелиоративным свойствам и тому, что он хорошо развивается на кислых почвах до pH = 6,5 и не переносит известняковых почв и ему, за исключением начала вегетационного периода, требуется мало воды, поскольку он имеет длинный стержневой корень.
В последнее время повысился интерес к более широкому использованию зерна люпина в пищевых целях. Мука из зерна люпина и белковые изоляты используются в хлебобулочной, макаронной, кондитерской и мясоперерабатывающей промышленности, в производстве диетических и лечебно-профилактических продуктов.
Маринованные бобы люпина белого — популярная закуска в странах Средиземноморья и Бразилии (lupini по-итальянски, tremoços по-португальски, altramuces или chochos по-испански). В Греции они являются очень распространенной закуской в период Великого поста перед Пасхой. Обычно их замачивают в рассоле, чтобы удалить ядовитые алкалоиды люпинин и спартеин, придающие бобам горький вкус, и употребляют в сыром виде. В Египте является популярной уличной закуской после нескольких замачиваний в воде, а затем засолки.

## КлассификацияLupinus albus L.
I. subsp. graecus (Boiss. et Spun.) Franko et Silva.
2. subsp. termis (Forsk.)Ponert.
I. var. abissinicus Libk.
2. var. subroseus Libk.
3. subsp. albus L.
3. var. albus
4. var.vavilovii (atab.) Kurl. et Stankev.
5. var vulgaris Libk.
I. f. libkindae Kurl. et Stankev.

## Внутривидовая систематика
(L.albus L., L.angustifolius L., L.luteus L.)